# Янтіково (Янтіковський район)
Я́нтіково (рос. Янтиково, чув. Тăвай) — село, центр Янтіковського району Чувашії, Росія. Адміністративний центр Янтіковське сільського поселення.
Населення — 3151 особа (2010; 3363 у 2002).
Національний склад:
- чуваші — 90 %